# Contea di Gijang
Gijang (Hangŭl: 기장군; Hanja: 機張郡) è una contea di Busan. Ha una superficie di 217,9 km² e una popolazione di 103.784 abitanti al 2011.